# Esquirol-antílop de Nelson
L'esquirol-antílop de Nelson (Ammospermophilus nelsoni) és una espècie de rosegador de la família dels esciúrids. És endèmic de Califòrnia (Estats Units). S'alimenta de vegetació verda, insectes i llavors d'herbes i fòrbies. El seu hàbitat natural són les zones de sòl herbós o amb pocs arbustos. Està amenaçat pel desenvolupament agrícola, l'expansió urbana i la prospecció de petroli i gas.
Aquest tàxon fou anomenat en honor del naturalista i etnòleg estatunidenc Edward William Nelson.